# Megan Mahoney
Megan Marie Mahoney (Sturgis, 13 febbraio 1983) è un'ex cestista statunitense, professionista nella WNBA.

## Carriera
Dal 2008 al 2013 ha giocato nel Cras Basket Taranto serie A1.
Nel 2013-14 è passata alla Gesam Gas Lucca.
Nel biennio 2014-2016 è in Francia nel Villeneuve-d'Ascq. Dal 2016 al 2018 ha giocato nel San Martino.

## Palmarès
- Campionato italiano: 3
Taranto Cras Basket: 2008-09; 2009-10; 2011-12
- Coppa Italia: 1
Taranto Cras Basket: 2011-12
- Supercoppa italiana: 2
Taranto Cras Basket: 2009, 2010
- EuroCup Women: 1
Villeneuve-d'Ascq: 2015